# 草薙素子
草薙 素子（くさなぎ もとこ）は、『攻殻機動隊』の登場人物。

## 人物
脳と脊髄の一部を除き全身を義体化した女性型サイボーグで、公安9課の現場指揮官。冷静沈着な性格に加え、判断力、統率力、身体能力（義体制御能力や戦闘能力）において突出した才能を発揮する他、高度なハッキングスキルにより、荒巻には「エスパーよりも貴重な才能」と評されている。なお、原作では「草薙素子」という名前も偽名であることが示唆されている。
基本的に合理的な性格ながら、明確な根拠を伴わない直感を「ゴーストの囁き」と称し尊重することもある。
世界でも屈指の義体使いでありハッカー。法を尊重する立場にありながら、事件を解決するために非合法な手段を使うことも躊躇せず、必要とあらば課員にもゴーストハックを仕掛けたり、枝（電脳への侵入経路）を付けたりする。遠隔操作式の予備義体である「デコット」を複数所持している。過去に軍に所属していた経歴から、課員からは「少佐」と呼ばれており、パーティーや法廷等の公の場では略綬のついた礼服仕様の軍服を着用している。
女性型の義体を使っていることもあって、身長は168cmと9課の中では小柄であるが、これは任務上、外見的な支障をきたさないように配慮しての事である。ただし、一般流通している量産型義体と同じに見えるのは外観だけで、ボディの素材やメンテナンス、義体制御ソフト等は通常手に入らない（時に法に触れる）超高品質の物ばかりであり、そこに彼女の義体操作技術も相まって、戦闘能力は高い。

### シリーズにより違いのある設定
年齢
押井守による映画版での押井個人の設定では、年齢は47〜48歳。
神山健治による『攻殻機動隊 S.A.C.』シリーズでは、第1作の時点で25〜26歳。
サイボーグ化した経緯と時期
作品ごとにサイボーグ化の経緯は異なっている。
漫画『攻殻機動隊2 MANMACHINE INTERFACE』エピローグでは、幼少時に事故か病気で生身の身体を失い義体化した事が示されている。
小説『攻殻機動隊 灼熱の都市』では成人後に訓練中の事故でサイボーグ化したとされている。
『攻殻機動隊 S.A.C. 2ndGIG』では、幼い頃に「航空機事故」に遭って家族を失い、生き延びるために全身義体を選んだ事が明らかにされている。神山が監督を務めたアニメで『攻殻機動隊S.A.C.』シリーズの前時代に当たる世界観を有するとされる『東のエデン』においては、2011年2月14日に羽田沖で巡航ミサイルが旅客機を直撃し、6歳の男女2名を除く乗客乗員236名が死亡する大惨事「11発目のミサイル」が起きているが、この時に奇跡的に救出された男女2名の6歳児は、幼少時の素子と『S.A.C. 2ndGIG』の主要人物であるクゼ・ヒデオである事が示唆されている。小説版『攻殻機動隊 S.A.C. SSS』でも、素子本人の回想で、幼い頃にミサイル攻撃による飛行機墜落事故に巻き込まれて乗客乗員236名が死亡し、当時6歳の素子と、もう一人同じ歳の男の子だけが生き残り、生きるために素子が全身義体化したことが本人の回想で明らかにされている。
『攻殻機動隊 ARISE』では、まだこの世に生を受けていない胎児の状態で、両親共々化学兵器テロに巻き込まれる。母体は既に死亡していたが、救助に訪れた特殊部隊が「全身義体サイボーグの生命維持装置を他人の救命のために流用する」という技術「ドクトル・バケルの緊急医療システム」を有していたことにより、胎児の草薙の脳を全身義体に組み込むことで命を救われた。以来、軍の特殊機関「501機関」に所属し、年齢に相応しい義体に換装しながら生きている。
私生活や振る舞いなど
原作漫画においては、同性のセックスフレンド達（電脳ドラッグを用いた違法ヴァーチャルソフトの編集や販売の共犯者）がおり、原作1巻では電脳空間上のベッドで全裸になり、違法ソフト作成を行なっているシーンがある。1巻の最後で人形使いと融合、事あるごとにネット上に変種（素子同位体）を流すようになる。2巻では宇宙にある託体施設「眠る宇宙」にて物理身体を保管している。また原作（特に１巻）での性格はとても表情豊かで、明るくお転婆である。
『S.A.C.』3部作では、基本的な人物像は変わらないものの、コミカルな表情や反応、冗談や軽口をたたくことはやや少ない。服装も、原作1巻では私服は露出度を抑えたパンツルックで軍服以外ではスカートは着用していなかったが、『S.A.C.』3部作においては露出度の高い服装をとっていることが多く、私服の時にはスカートも履いている。常用している義体の瞳は赤く、予備義体も赤い瞳をしたものが多い。原作と同じ顔ぶれのセックスフレンドが登場するシーンがあるが、彼女達とそういう間柄であるという具体的表現はない。
映画版では、『S.A.C.』3部作以上にストイックな性格、言動になっている。原作と同様露出度の低い服装だが、遠目では全裸に見えるインナースーツ状の光学迷彩服をまとっていても、あまり気にしていない様子である。原作で行なっていた違法電脳ソフトの編集や販売といった副業は行っていない。

## 各作品での特徴
攻殻機動隊 THE GHOST IN THE SHELL
後述の映画版とは異なるプロセスで人形使いと融合し、事あるごとに変種（素子同位体）をネットに流すようになる。
GHOST IN THE SHELL / 攻殻機動隊
自らのゴーストを探求している。人形使いと融合するが、原作とはプロセスが異なる。人物像も各シリーズの中で最もストイックな性格として描かれており、表情の変化もほとんどない。
イノセンス
ほとんど登場しないが、後半バトーを手助けするために現われる他、終盤でバトーがロクス・ソルス社のガイノイドプラント船に潜入した際に、バトーを援護して戦闘に参加する。ただしこの時は従来の義体ではなく、衛星を経由して、ロクス・ソルス社が製造していたガイノイド「ハダリ」の電脳に自分の一部をダウンロードした状態である。
ガイノイドプラント船をハッキングして制圧した後、再びネットへと戻っている。
攻殻機動隊 STAND ALONE COMPLEX
作品の舞台が「もし、草薙素子が人形使いと遭遇していなかったら」という設定のパラレルワールドであるため、『S.A.C.』3部作では人形使いと融合していない。
攻殻機動隊 S.A.C. 2nd GIG
幼少期に「航空機事故」で重体になった少年と少女のエピソードとして、草薙が義体化した経緯が明らかになり、他のコンテンツでは明確に描かれなかった異性に対する意識も描かれた。
当時、最先端技術としてまだ一般化されていなかった電脳化、義体化を、生命を救う唯一の方法として施されており、それに伴って自身も義体化を決意した少年が、後に草薙と戦うことになるクゼとされている。この時、左手しか動かせなかったクゼが草薙のために折鶴を渡しており、劇中でメタファーとして扱われている。
「少佐」と呼ばれるのは、第4次非核大戦時の軍歴による。メキシコへの派兵時には国連軍としてイシカワと同じ部隊に属しており、イシカワはバトーに対して少佐の「メスゴリラ」という渾名を披露している。この時サイトーは敵対していた部隊「赤いビアンコ」に傭兵として従軍していたが、草薙と対決して敗北し、後に9課に属する。
攻殻機動隊 STAND ALONE COMPLEX Solid State Society
前作『2nd GIG』の最終話ラストで任務を放棄し失踪して以来、2年間ネットに介在し単独で行動している。その卓越した能力から、今回の事件の黒幕である『傀儡廻』の正体ではないかとバトーに怪しまれた。性別、年齢、容姿も様々な複数のデコットを操り、様々な組織（ビジネスの相手）と内通して活動していた。
攻殻機動隊1.5 HUMAN-ERROR PROCESSER
「DRIVE SLAVE」にて以前とは違う容姿のデコットを操り、トグサ、バトー達の前に現れる。クロマと名乗りマイクロテレメータ社勤務の黒沢博士から失踪した愛人の捜索を依頼されており、その過程でバトーと共闘することとなる。
攻殻機動隊2 MANMACHINE INTERFACE
宇宙にある託体施設の創立メンバー。その電脳戦能力や素子同位体のナンバーを把握していることから、オリジナルないしそれに近い存在だと推測され、認知限界を拡大するためにミレニアム（２０番目素子同位体）を使役してポセイドン・インダストリアルに干渉してくる。ゴースト内での意思決定がアンタレスとスピカに分裂していたが、荒巻素子（１１番目素子同位体）が持ち込んだラハムポル博士の珪素生命体の設計図を入手したことにより意思決定を統合、荒巻素子と協定を結ぶ。
攻殻機動隊ARISE・攻殻機動隊 新劇場版
このシリーズでは素子を含めキャスト陣が一新、坂本真綾が素子の声を務める。
「公安9課」（攻殻機動隊）が結成される前日談として作られており、これまでより若い頃の時代が描かれている。ストーリーの進展と共に荒巻やバトー、パズ、トグサといった後の9課メンバーと知り合い、最終的には『新劇場版』で公安9課が正式に結成する。
ストイックさの中に若さ故の未熟さや反骨精神を織り交ぜた性格が描かれ、自らの記憶の齟齬に恐怖したり、幻肢痛に苦しんだりする様子が散見される。幼少時より軍の特殊機関「501機関」に、エージェント兼研究対象として所属。義体が軍から提供されていること、そのメンテナンス費用が健康保険でまかなえる額をはるかに超過することから、個人としての自由が著しく制限されており、貯金の引き落としや外出にも上層部の許可がその都度必要なほどである。恩師のマムロ中佐が殺された一件を調査する過程で、後の9課メンバーと出会っていく。
ゴースト・イン・ザ・シェル
本作での名前は「ミラ・キリアン」。元々は難民であったが、乗っていた難民収容船がテロにより爆破され瀕死の重傷を負う。その際、政府と提携関係にある企業「ハンカ・ロボティクス」の全身義体化サイボーグ開発計画「プロジェクト2571」の被験者として全身義体化され、命を救われる。それから一年後、公安9課に所属して任務にあたっていたが、自身と同じ全身義体化したテロリスト「クゼ」との出会いにより、真実の記憶を取り戻す。
本来の名前は、これまでの作品同様に「草薙素子」。行き過ぎたテクノロジーに対して警鐘を鳴らす活動家であったが、同じく活動家であり愛し合っていたクゼと共にハンカ・ロボティクスにより拉致され、強引に被験者とされた。この事実は義体化の際に「ミラ・キリアン」としての記憶を上書きすることで隠蔽されていたが、クゼとの出会いと、義体の整備を担当していたオウレイ博士の告白により明かされる。
母親が存命だが、素子が義体化されたことは知らずに突然出奔してその末に死んだと思っており、アパートで一人暮らしをしている。

## 演じた人物
メディアミックス作品では、田中敦子が長年シリーズの大部分において声を担当していた。
それ以外では下記の人物が声を当てている。実写作品「ゴースト・イン・ザ・シェル」では、スカーレット・ヨハンソンが演じている。
- 鶴ひろみ - 『攻殻機動隊 GHOST IN THE SHELL』（PlayStation用ゲームソフト）
- 坂本真綾 - 『攻殻機動隊ARISE』・『攻殻機動隊 新劇場版』
- ミミ・ウッズ - 『GHOST IN THE SHELL / 攻殻機動隊』・『攻殻機動隊 GHOST IN THE SHELL』英語吹替版
- アリソン・マシューズ - 攻殻機動隊STAND ALONE COMPLEX The Laughing Man』・『攻殻機動隊STAND ALONE COMPLEX Individual Eleven』英語吹替版
- エリザベス・マクスウェル - 『攻殻機動隊ARISE』・『攻殻機動隊 新劇場版』英語吹替版
- メアリー・エリザベス・マクグリン - 上記作品以外の英語吹替版
- スカーレット・ヨハンソン - 『ゴースト・イン・ザ・シェル』での演者
- 谷本健吾 - 『VR能 攻殻機動隊』

## コドモトコ
『S.A.C.』第12話「タチコマの家出映画監督の夢 / ESCAPE FROM」及び第25話「硝煙弾雨 / BARRAGE」に出てくる草薙の少女型デコット。『2ndGIG』では、全身義体化してから2年経過した幼少時の素子が登場している。25話で声を務めるのは後に『ARISE』において成人後の素子を演じる坂本真綾。
『GHOST IN THE SHELL/攻殻機動隊』のラストでは、素子の義体が著しく破壊されたため、バトーが急いで闇ルートで手に入れた義体という設定。こちらも坂本真綾が声を務める。
『攻殻機動隊2 MANMACHINE INTERFACE』エピローグでは、サイボーグ化した直後の幼少の素子が登場している。　

## 受賞歴
- 第5回東京スポーツ映画大賞 主演女優賞